# NGC 281
NGC 281 (también conocida como Nebulosa Pacman o IC 11) es una nebulosa de la constelación de Casiopea. 
Fue descubierta el agosto de 1883 por el astrónomo Edward Emerson Barnard.